# Episcopal Diocese of New York

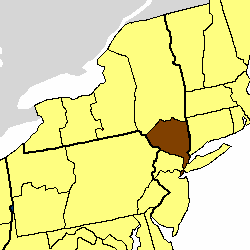
Lage der Diözese im Bundesstaat New York

Die Episcopal Diocese of New York ist ein Bistum der Episkopalkirche der Vereinigten Staaten von Amerika, das die Stadtbezirke Manhattan, Bronx und Staten Island (jeweils New York City) sowie die Countys Westchester, Rockland, Dutchess, Orange, Putnam, Sullivan und Ulster umfasst.
1787 gegründet, gehört es zu den neun ursprünglichen Bistümern der Episcopal Church in the USA und ist eins von zehn Bistümern, die zusammen mit der Convocation of American Churches in Europe Province 2 bildet.
Der Sitz befindet sich in Manhattan in der Nähe der Cathedral of Saint John the Divine auf Amsterdam Avenue. Der Diözesanbischof ist Mark S. Sisk, 15. Bischof von New York; ihm stehen Catherine S. Roskam als Weihbischöfin, E. Don Taylor als Bischofsvikar sowie der James A. Kowalski als Domdekan zur Seite.

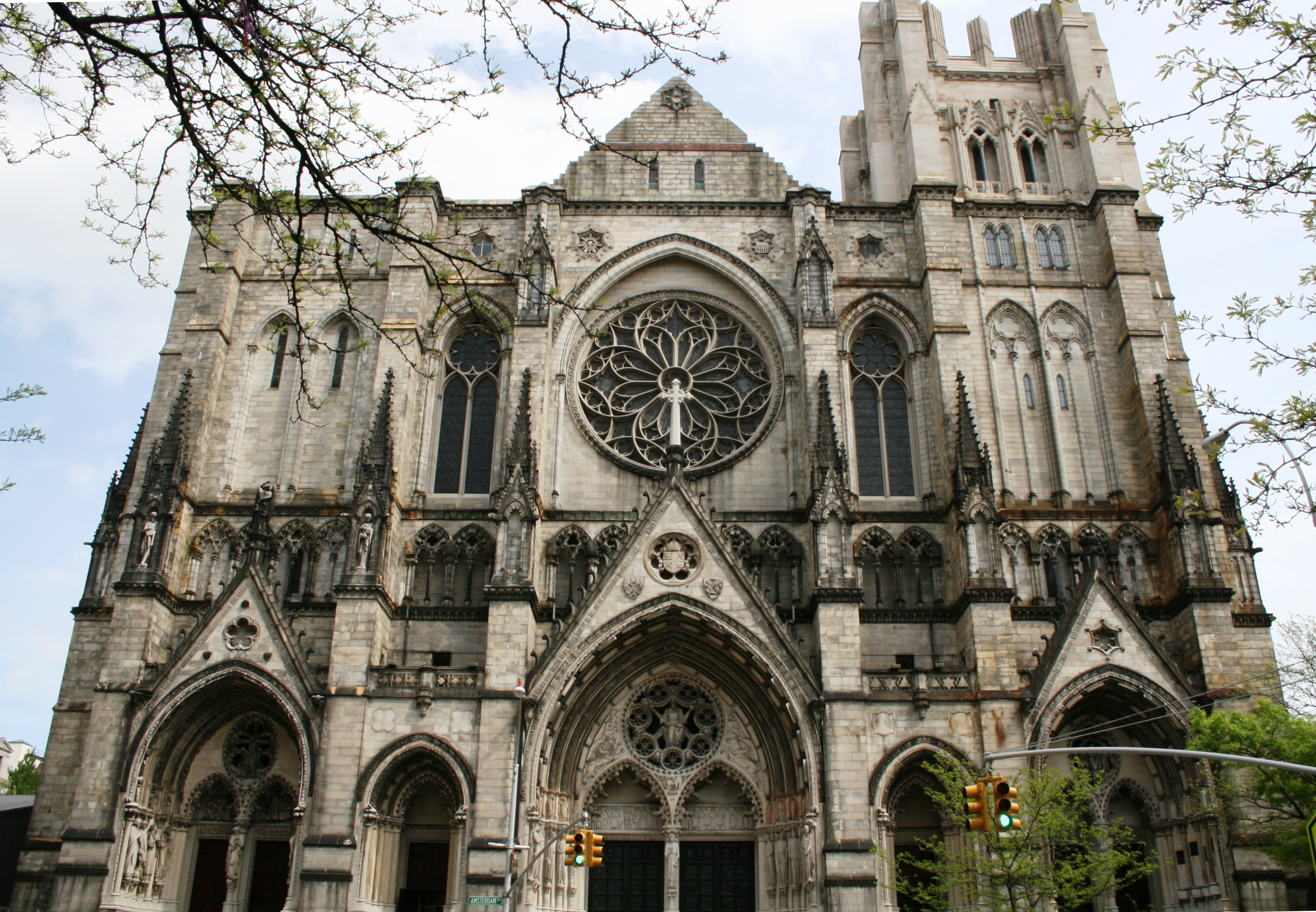
Die Kathedrale von Saint John the Divine

## Geschichte

### Frühe Jahre
Der Anglikanismus in New York kann auf den Erwerb des Territoriums durch England von den Niederlanden im späten 17. Jahrhundert zurückverfolgt werden. 1664 vergab Charles II. den Besitz an Neuniederland an seinem Bruder, dem Duke of York, dem späteren James II. Die britische Herrschaft über New York wurde bis 1674 gefestigt. Ursprünglich, als königliche Provinz unter der direkten Kontrolle des römisch-katholischen James II., geschah wenig, um die anglikanische Kirche in New York zu fördern. 1683 gewährte die New York Charter of Liberties and Privileges religiöse Toleranz und Freiheit. Nach der Glorreichen Revolution förderte die britische Monarchie, insbesondere William III. und Anne aktiv den Wachstum von Anglikanismus in der Provinz. 1693 wurde die anglikanische Kirche die Staatskirche von New York, auch wenn gewisse Ausnahmen für die Niederländisch-reformierte Kirche gemacht wurden.
Zwischen 1693 und 1694 wurden Trinity Church in Lower Manhattan und St. Peter’s Church, Westchester in einem Ort, der heute dem Bronx eingemeindet wurde, gegründet. Durch königliches Patronat und mit Hilfe der Society for the Propagation of the Gospel in Foreign Parts (SPG), wuchs die Kirche in der Provinz New York bis zur Amerikanischen Revolution immer weiter an. Zu dieser Zeit unterstanden die Gemeinden New Yorks dem Bischof von London. (Bonomi, 1998)
Als die Kirche in New York, wie auch in den anderen nordamerikanischen Kolonien, wuchs, entstand die Idee in der Church of England, dass ein eigenständiger Episkopat für die Neue Welt benötigt werden könnte. Dieser Plan verursachte unter einigen Kolonisten Ängste, und man sagt ihm nach, er habe beigetragen zur amerikanischen Revolution. (Bonomi, 1998) Während der Revolution wurde die Kirche von vielen Revolutionären als Bastion der Loyalisten gegenüber dem britischen Empire gesehen. Es gibt Berichte, nach denen bis zu 90 % des anglikanischen Klerus von New York der Krone gegenüber loyal geblieben sei während der Revolution. (McConnell 2003) Nach der Revolution, wurde der Kirche der Status einer Staatskirche entzogen in New York (wie auch in den anderen Kolonien) und eine Anzahl prominenter Kleriker kamen ins Gefängnis, darunter auch Samuel Seabury, der Pfarrer von St. Peter’s, Westchester, der später erster Bischof von Connecticut wurde.
1787 verabschiedete das britische Parlament ein Gesetz, das den englischen Bischöfen erlaubte, das Bischofsamt auch auf Männer, die der britischen Krone nicht Untertan waren, zu übertragen. Samuel Provoost wurde dann als erster Bischof von New York durch John Moore, den Erzbischof von Canterbury, William Markham, den Erzbischof von York und Charles Moss, Bischof von Bath und Wells geweiht. 1789 trennte sich die Episcopal Church in den Vereinigten Staaten formal von der Church of England, damit ihre Geistliche die Oberhoheit der Krone nicht anerkennen mussten. (McConnell 2003)

### Bischof Provoost

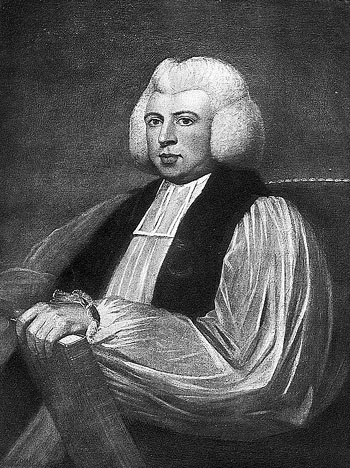
Samuel Provoost, 1. Bischof von New York und 3. Presiding Bishop der Episcopal Church

Die Wahl von Provoost als Bischof diente auch dazu, gegen die anti-anglikanische Stimmung, die aus politischen Gründen während der Revolution entstanden war, zu wirken. In seinen Addresses on the History of the United States Senate merkte Senator Robert Byrd an, dass bereits in den Jahren vor der Revolution, Provoost “war passionierter Whig, und seine Sympathie für die Kolonien gegenüber der englischen Herrschaft saß bei seiner wohlhabenden Loyalistengemeinde nicht gut. Nach nicht allzu langer Zeit hat es ihn seine Pfarrstelle gekostet. Während der Revolution entkam Provoost […] nur knapp einer Gefangennahme und Hinrichtung durch die Briten.” Nicht zuletzt weil er als Unterstützer der Revolution galt, wurde er vom ersten US-Senat, dessen Sitz anfangs in der Stadt New York war, 1789 als erster Senatskaplan gewählt. Nach der Amtseinführung von George Washington als US-Präsident begaben sich der neue Präsident und die Mitglieder des US-Kongresses nach St. Paul’s Chapel, wo Provoost einen Gebet für die neue Regierung leitete.
Während seiner Amtszeit widmete das Bistum viel Mühe und Geld der Ausbreitung des Glaubens in anderen Teilen von New York, insbesondere in jenem Teil, das heute die Episcopal Diocese of Albany bildet. Zwischen 1792 und 1795 diente Provoost als dritter Presiding Bishop der Episkopalkirche.

### Oxford-Bewegung 1830–1850
In den 1830er und 1840er Jahren verursachte die Oxford-Bewegung Kontroversen und Spaltungen innerhalb des Bistums sowie anderswo in der Kirche und in der gesamten anglikanischen Gemeinschaft. In New York sammelte sich dieses Konfliktpotential um die Frage der Priesterweihe von Arthur Carey. Carey, als Absolvent der General Theological Seminary, war stark von den Tracts for the Times beeinflusst, und als seine Ordination sich näherte, waren einige Mitglieder des Klerus und der Laien dagegen. Bischof Benjamin Onderdonk und andere Priester führten eine Prüfung von Carey durch, bei der er letztendlich als geeignet für die Priesterweihe befunden wurde, die 1843 stattfand. Die Kontroverse war damit jedoch nicht beendet, und es folgten eine Anzahl an Briefen, die gegenüber Carey und letztendlich auch Onderdonk den Vorwurf enthielten, sie seien übermäßig dem römischen Katholizismus zugeneigt. Diese Kontroverse machte auch nicht an den Bistumsgrenzen halt, denn mindestens eine weitere Diözese hat eine Resolution verabschiedet, die Onderdonk gegenüber kritisch war.
Im Verlauf des Weiterschwelens von dieser Kontroverse wurde Bischof Onderdonk vor dem House of Bishops verklagt, mit der Behauptung, er habe einen „unmoralischen Akt“ mit einer Frau Butler und mit anderen Frauen begangen (in diesem Zusammenhang wurde auch Alkoholisierung vorgeworfen, aber solche Vorwürfe wurden nicht allzu sehr thematisiert). Nach einem Prozess suspendierte das House of Bishops Onderdonk. Ob dies ein Ergebnis der Carey-Affäre war, wurde zu jener Zeit heiß diskutiert, und eine Serie von Traktaten und Briefen der jeweiligen Parteien wurde veröffentlicht. Die Antwort auf diese Frage könnte ggf. nicht festzustellen sein, aber William Manross merkt in A History of the American Episcopal Church (1935) an, dass das Urteil gegen Onderdonk „die bitteren parteiischen Gefühlen, die zu jener Zeit herrschten,“ widerspiegelte, „insbesondere daher, dass die Abstimmung im Prozess ziemlich genau entlang den Parteigrenzen erfolgte, da alle Evangelikale für eine Verurteilung von Bischof Onderdonk stimmten, während die meisten, aber nicht alle, der hochkirchlichen Fraktion für einen Freispruch stimmten.“

### Neubau der Kathedrale
Bischof Horatio Potter sprach 1872 das Thema der Errichtung einer Kathedrale an, worauf dieses einstimmig beschlossen wurde und 1873 die Gründungsurkunde für die
Cathedral of Saint John the Divine ausgestellt wurde. 1888 wurde das 5,25 Hektar große Areal für die Kathedrale ausgewählt, auf dem am 27. Dezember 1892 am Tag des Heiligen Johannes der Grundstein gelegt wurde. Der Entwurf von George Lewis Heins und John LaFarge sah einen byzantinisch-romanischen Stil vor, der jedoch von Ralph Cram 1911 im Stil der Neugotik abgeändert wurde, nachdem die große Kuppel 1909 von Rafael Guastavino fertiggestellt worden war. John the Divine sollte die größte christliche Kirche der Welt werden, ist aber heute erst zu zwei Dritteln fertiggestellt. Die Bauarbeiten sind 1999 aus Geldmangel vorläufig eingestellt worden. Auch von 1941 bis 1979 hatten die Arbeiten geruht. Im Dezember 2001 zerstörte ein Feuer das nördliche Querschiff, 2003 begann die Restaurierung.

### Neuere Geschichte
Der New Yorker Bischof Paul Moore war der erste anglikanische Bischof in den Vereinigten Staaten, der eine offen lesbische Priesterin in der Kirche weihte. In seinem Buch Take a Bishop Like Me von 1979 verteidigte er seine Position hierzu, mit dem Argument: viele Priester wären homosexuell, aber nur wenige hätten den Mut, dies öffentlich zu erklären.

## Bischöfe von New York
Folgende Bischöfe haben dem Bistum vorgestanden:
1. Samuel Provoost (1787–1815); trat 1801 zurück
* Benjamin Moore, Weihbischof (1801–1815); diente stellvertretend für Provoost
* John Henry Hobart, Weihbischof 1811; diente stellvertretend für Moore als dieser in jenem Jahr dienstuntauglich war.
2. Benjamin Moore (1815–1816)
3. John Henry Hobart, (1816–1830)
4. Benjamin T. Onderdonk (1830–1861); suspendiert 1845–1861
5. Jonathan M. Wainwright, stellvertretend (1852–1854); diente an Stelle von Onderdonk
6. Horatio Potter, stellvertretend (1854–1861); diente an Stelle von Onderdonk; anschließend dann im eigenen Namen (1861–1887)
* Henry Codman Potter, Weihbischof (1883–1887)
7. Henry Codman Potter (1887–1908)
* David H. Greer, Koadjutor (1904–1908)
8. David H. Greer (1908–1919)
* Charles S. Burch, Weihbischof (1911–1919)
9. Charles S. Burch (1919–1920)
10. William T. Manning (1921–1946)
* Arthur S. Lloyd Weihbischof (1921–1936)
* Herbert Shipman, Weihbischof (1921–1930)
* Charles K. Gilbert, Weihbischof (1930–1946)
11. Charles K. Gilbert (1947–1950)
* Horace W. B. Donegan, Weihbischof (1947–1950); Koadjutor (1950)
12. Horace W. B. Donegan (1950–1972)
* Charles F. Boynton, Weihbischof (1951–1969)
* J. Stuart Wetmore, Weihbischof (1960–1987)
* Paul Moore, Jr., Koadjutor, (1969–1972)
13. Paul Moore, Jr. (1972–1989)
* Harold L. Wright, Weihbischof (1974–1978)
* Walter D. Dennis, Jr., Weihbischof (1979–1998)
* Richard F. Grein, Koadjutor (1989)
14. Richard F. Grein (1989–2001)
* E. Don Taylor, Domdekan für New York City (1994 – heute)
* Catherine S. Roskam, Suffragan (1996 – heute)
* Herbert A. Donovan, Jr., pensionierter Bischof mit Aufgaben in der Diözese
15. Mark S. Sisk (2001 – heute)

## Bildungs- und andere Einrichtungen

### Kommunitäten
Es gibt eine Anzahl von Ordensgemeinschaften bzw. Kommunitäten, die im Bistum aktiv sind. Dazu zählen:
- The Order of the Holy Cross – Holy Cross Monastery[15]
- The Community of the Holy Spirit[16]
- The Order of St Helena[17]
- The House of the Redeemer[18]
- The Society of St. Francis[19]
- The Society of St. Margaret[20]
- St. Mary’s Convent[21]
- The Brotherhood of St. Gregory[22]
- Incarnation Center[23]

### Schulen
Die Ausgabe 2003 des Episcopal Church Annual führt sieben Schulen in New York auf, die in episkopaler Trägerschaft stehen:
- Children’s Garden at The General Theological Seminary, 175 Ninth Avenue, New York
- St. Hilda's and St. Hugh's School, 619 114th Street, New York
- The Cathedral School of St. John the Divine, 1047 Amsterdam Avenue, New York
- The Episcopal School in the City of New York, 35 East 69th Street, New York
- The Melrose School, 120 Federal Hill Road, Brewster, New York
- Trinity School, 139 West 91st Street, New York
- Trinity-Pawling School, 700 Route 22, Pawling, New York